# Coppa delle Coppe 1984-1985 (pallacanestro maschile)
La Coppa delle Coppe 1984-1985 di pallacanestro maschile venne vinta dal Barcellona.

## Risultati

### Primo turno
| Squadra 1         | Totale    | Squadra 2               | Andata | Ritorno |
| ----------------- | --------- | ----------------------- | ------ | ------- |
| APOEL Nicosia     | 114 - 243 | Union Vienna            | 58-104 | 56-139  |
| Csepel            | 154 - 215 | PAOK Salonicco          | 73-99  | 81-116  |
| Karşıyaka         | 147 - 167 | Spartak Pleven          | 72-58  | 75-109  |
| Falkirk Fury      | 159 - 170 | Tonego                  | 71-82  | 88-88   |
| Maccabi Etterbeek | 148 - 167 | ASVEL Lyon-Villeurbanne | 75-82  | 73-85   |
| Alvik             | 176 - 170 | KTP-Basket              | 97-86  | 79-84   |

### Ottavi di finale
| Squadra 1               | Totale    | Squadra 2        | Andata | Ritorno |
| ----------------------- | --------- | ---------------- | ------ | ------- |
| Union Vienna            | 187 - 186 | Nová huť Ostrava | 94-68  | 93-118  |
| PAOK Salonicco          | 170 - 168 | Bosna Sarajevo   | 88-84  | 82-84   |
| Spartak Pleven          | 168 - 239 | Žalgiris Kaunas  | 89-108 | 79-131  |
| Tonego                  | 178 - 211 | Hapoel Tel Aviv  | 94-99  | 84-112  |
| ASVEL Lyon-Villeurbanne | 165 - 154 | Alvik            | 91-77  | 74-77   |
| Etzella Ettelbruck      | 108 - 243 | Barcellona       | 55-138 | 53-105  |

Intesit Caserta e CAI Saragozza qualificate automaticamente ai quarti.

### Quarti di finale

#### Gruppo A
|    | Squadra         | G | V | P | PF  | PS  | Dif | P.ti |
| -- | --------------- | - | - | - | --- | --- | --- | ---- |
| 1. | Žalgiris Kaunas | 6 | 6 | 0 | 619 | 537 | +82 | 12   |
| 2. | CAI Saragozza   | 6 | 4 | 2 | 523 | 539 | -16 | 10   |
| 3. | Union Vienna    | 6 | 2 | 4 | 589 | 631 | +42 | 8    |
| 4. | PAOK Salonicco  | 6 | 0 | 6 | 507 | 531 | -24 | 6    |

#### Gruppo B
|    | Squadra                 | G | V | P | PF  | PS  | Dif | P.ti |
| -- | ----------------------- | - | - | - | --- | --- | --- | ---- |
| 1. | Barcellona              | 6 | 5 | 1 | 543 | 506 | +37 | 11   |
| 2. | ASVEL Lyon-Villeurbanne | 6 | 4 | 2 | 525 | 502 | +23 | 10   |
| 3. | Intesit Caserta         | 6 | 2 | 4 | 529 | 541 | -12 | 8    |
| 4. | Hapoel Tel Aviv         | 6 | 1 | 5 | 507 | 555 | -48 | 7    |

|  | Qualificate alle semifinali |
|  | Eliminata                   |

### Semifinali
| Squadra 1       | Totale    | Squadra 2               | Andata | Ritorno |
| --------------- | --------- | ----------------------- | ------ | ------- |
| Žalgiris Kaunas | 172 - 171 | ASVEL Lyon-Villeurbanne | 84-78  | 88-93   |
| CAI Saragozza   | 163 - 165 | Barcellona              | 84-79  | 79-86   |

### Finale
| Squadra 1  | Risultato | Squadra 2       |
| ---------- | --------- | --------------- |
| Barcellona | 77 - 73   | Žalgiris Kaunas |

| Coppa delle Coppe 1984-1985 |
| --------------------------- |
| Barcellona 1º titolo        |

## Formazione vincitrice
| N° | Naz.                   | Ruolo | Sportivo                  |  | Alt. |  |
| -- | ---------------------- | ----- | ------------------------- |  | ---- |  |
| 4  | Spagna (bandiera)      | A     | Ángel Heredero            |  |      |  |
| 5  | Spagna (bandiera)      | P     | Arturo Fernández          |  |      |  |
| 6  | Spagna (bandiera)      | A     | Chicho Sibilio            |  |      |  |
| 7  | Spagna (bandiera)      | P     | Ignacio Solozábal         |  |      |  |
| 8  | Stati Uniti (bandiera) | C     | Otis Howard               |  |      |  |
| 9  | Spagna (bandiera)      | AP    | Pedro Ansa                |  |      |  |
| 10 | Spagna (bandiera)      | C     | Julián Ortiz              |  |      |  |
| 11 | Spagna (bandiera)      | C     | Juan Domingo de la Cruz   |  |      |  |
| 12 | Spagna (bandiera)      | A     | Xavi Crespo               |  |      |  |
| 13 | Spagna (bandiera)      | P     | José María Alarcón        |  |      |  |
| 14 | Stati Uniti (bandiera) | AC    | Mike Davis                |  |      |  |
| 15 | Spagna (bandiera)      | GA    | Juan Antonio San Epifanio |  |      |  |
|    | Spagna (bandiera)      | C     | Ferrán Martínez           |  |      |  |
|    | Spagna (bandiera)      | All.  | Manolo Flores             |  |      |  |